# Pachnolita
La pachnolita és un mineral de la classe dels halurs. Rep el seu nom del grec πάχνη, gelada, and λίθος, pedra, en al·lusió a la seva aparença.

## Característiques
La pachnolita és un halur de fórmula química NaCa[AlF₆]·H₂O. Cristal·litza en el sistema monoclínic. Es troba en forma de cristalls prismàtics al llarg de [001], amb dominant {110}, estriat {001} i terminació aguda en {111}, {221} i {001}, amb secció romboïdal, de fins a 8 centímetres. També se'n troba de manera massiva, estalactítica i granular. La seva duresa a l'escala de Mohs és 3.
Segons la classificació de Nickel-Strunz, la pachnolita pertany a «03.CB - Halurs complexos, nesoaluminofluorurs» juntament amb els següents minerals: criolitionita, criolita, elpasolita, simmonsita, colquiriïta, weberita, karasugita, usovita, thomsenolita, carlhintzeïta i yaroslavita.

## Formació i jaciments
Es forma com a producte d'alteració de la criolita i altres fluorurs d'alumini alcalins, normalment en pegmatites. Sol trobar-se associada a altres minerals com: criolita, thomsenolita, quiolita, elpasolita, ralstonita, sel·laïta o fluorita. Va ser descoberta l'any 1863 al dipòsit de criolita d'Ivittuut, al fiord Arsuk (Sermersooq, Groenlàndia).